# キョウオウ
キョウオウ（姜黄、薑黄、学名：Curcuma aromatica ）はショウガ科ウコン属の一種の多年草。ハルウコンとも呼ばれる。
中国南部や東南アジアに分布し、陰湿地に生える。日本では根茎を生薬の「姜黄」として使用する。鬱金とは逆に、体を冷やす効能がある。